# Senatori della VI legislatura della Repubblica Italiana
Questo elenco riporta i nomi dei senatori della VI legislatura della Repubblica Italiana dopo le elezioni politiche del 1972.

## Consistenza dei gruppi
| Gruppo                                                  | Inizio | Inizio | Inizio | Fine |
| Gruppo                                                  | Eletti | A vita | Totale | Fine |
| ------------------------------------------------------- | ------ | ------ | ------ | ---- |
| Democratico Cristiano (DC)                              | 135    | 2      | 137    | 136  |
| Comunista (PCI)                                         | 74     | -      | 74     | 83   |
| Partito Socialista Italiano (PSI)                       | 33     | 1      | 34     | 36   |
| Movimento Sociale Italiano - Destra Nazionale (MSI-DN)  | 26     | -      | 26     | 26   |
| Partito Socialista Democratico Italiano (PSDI)          | 11     | 1      | 12     | 12   |
| Partito Socialista Italiano di Unità Proletaria (PSIUP) | 11     | -      | 11     | -    |
| Partito Liberale Italiano (PLI)                         | 8      | 2      | 10     | 10   |
| Sinistra indipendente (SI)                              | 9      | 1      | 10     | 9    |
| Gruppo misto                                            | 7      | 1      | 8      | 9    |
| Totale                                                  | 314    | 8      | 322    | 322  |

- Ad inizio legislatura risultava vacante il seggio spettante al collegio uninominale della Valle d'Aosta; alle elezioni politiche del 7-8 maggio 1972 la candidatura di Oreste Marcoz (deceduto il 25 aprile precedente in un incidente stradale) aveva riportato il maggior numero di voti. Le elezioni suppletive si tennero il 26 novembre e furono indette anche per la Camera (ove la candidatura di Germano Ollietti, deceduto nel medesimo incidente stradale, aveva ottenuto il maggior numero di voti). Per il Senato, le suppletive condussero all'elezione di Giuseppe Fillietroz (UVP), che aderì al gruppo misto.
- Dei 91 senatori eletti nella lista PCI-PSIUP, 72 aderirono al gruppo PCI, 10 al PSIUP e 9 a SI. Dei 3 senatori eletti nella lista PCI-PSIUP-PSDA, 2 aderirono al PCI, 1 al PSIUP.
- I 7 senatori di origine elettiva aderenti al gruppo misto erano così ripartiti: 5 Partito Repubblicano Italiano; 2 Partito Popolare Sudtirolese.

## Composizione storica
| Nominativo                        | Regione               | Collegio                             | Gruppo (lista)         |
| --------------------------------- | --------------------- | ------------------------------------ | ---------------------- |
| Angelo Abenante                   | Campania              | Torre del Greco                      | PCI (PCI-PSIUP)        |
| Lucio Abis                        | Sardegna              | Oristano                             | DC                     |
| Achille Accili                    | Abruzzo               | L'Aquila-Sulmona                     | DC                     |
| Gelasio Adamoli                   | Liguria               | Genova I                             | PCI (PCI-PSIUP)        |
| Alessandro Agrimi                 | Puglia                | Lecce                                | DC                     |
| Adelio Albarello                  | Veneto                | Rovigo                               | PSIUP (PCI-PSIUP)      |
| Francesco Albertini               | Piemonte              | Verbano-Cusio-Ossola                 | PSI                    |
| Pio Alessandrini                  | Lombardia             | Varese                               | DC                     |
| Franco Antonicelli                | Piemonte              | Susa                                 | SI (PCI-PSIUP)         |
| Domenico Arcudi                   | Sicilia               | Partinico-Monreale                   | DC                     |
| Francesco Arena                   | Sicilia               | Messina                              | PLI                    |
| Gaetano Arfé                      | Emilia-Romagna        | Parma                                | PSI                    |
| Emilio Argiroffi                  | Calabria              | Palmi                                | PCI (PCI-PSIUP)        |
| Egidio Ariosto                    | Lombardia             | Salò                                 | PSDI                   |
| Luigi Arnone                      | Sicilia               | Caltanissetta                        | PSI                    |
| Giovanni Artieri                  | Lazio                 | Roma V                               | MSI-DN                 |
| Lidio Artioli                     | Emilia-Romagna        | Castelnovo ne' Monti - Sassuolo      | PCI (PCI-PSIUP)        |
| Elio Assirelli                    | Emilia-Romagna        | Forlì-Faenza                         | DC                     |
| Gioacchino Attaguile              | Sicilia               | Caltagirone                          | DC                     |
| Giuseppe Averardi                 | Toscana               | Lucca                                | PSDI                   |
| Tommaso Avezzano Comes            | Puglia                | Monopoli                             | PSI                    |
| Pierino Azimonti                  | Lombardia             | Busto Arsizio                        | DC                     |
| Giorgio Bacchi                    | Lazio                 | Roma II                              | MSI-DN                 |
| Silvano Bacicchi                  | Friuli-Venezia Giulia | Gorizia                              | PCI (PCI-PSIUP)        |
| Giuseppe Balbo                    | Piemonte              | Mondovì                              | PLI                    |
| Mario Baldini                     | Emilia-Romagna        | Modena                               | DC                     |
| Luigi Barbaro                     | Puglia                | Cerignola                            | DC                     |
| Giuseppe Barbera                  | Piemonte              | Biella                               | PSDI                   |
| Vincenzo Barra                    | Campania              | Avellino                             | DC                     |
| Giuseppe Bartolomei               | Toscana               | Montevarchi                          | DC                     |
| Giuseppe Basadonna                | Campania              | Napoli V                             | MSI-DN                 |
| Lelio Basso                       | Lombardia             | Milano VI                            | SI (PCI-PSIUP)         |
| Giuseppe Belotti                  | Lombardia             | Clusone                              | DC                     |
| Lucio Benaglia                    | Piemonte              | Novara                               | DC                     |
| Giorgio Bergamasco                | Lombardia             | Milano I                             | PLI                    |
| Paolo Berlanda                    | Trentino-Alto Adige   | Trento                               | DC                     |
| Alessandro Bermani                | Piemonte              | Novara                               | PSI                    |
| Virginio Bertinelli               | Lombardia             | Como                                 | PSDI                   |
| Ermenegildo Bertola               | Piemonte              | Vercelli                             | DC                     |
| Flavio Luigi Bertone              | Liguria               | La Spezia                            | PCI (PCI-PSIUP)        |
| Giuseppe Bettiol                  | Veneto                | Padova                               | DC                     |
| Nullo Biaggi                      | Lombardia             | Treviglio                            | DC                     |
| Aldo Bianchi                      | Marche                | Pesaro-Fano                          | PCI (PCI-PSIUP)        |
| Luigi Bloise                      | Calabria              | Rossano                              | PSI                    |
| Giorgio Bo                        | Liguria               | Chiavari                             | DC                     |
| Giovanni Boano                    | Piemonte              | Asti                                 | DC                     |
| Cleto Boldrini                    | Marche                | Jesi-Senigallia                      | PCI (PCI-PSIUP)        |
| Rodolfo Pietro Bollini            | Lombardia             | Lodi                                 | PCI (PCI-PSIUP)        |
| Umberto Bonaldi                   | Lazio                 | Roma I                               | PLI                    |
| Delio Bonazzi                     | Emilia-Romagna        | Bologna I                            | SI (PCI-PSIUP)         |
| Uberto Bonino                     | Sicilia               | Messina                              | MSI-DN                 |
| Domenico Borraccino               | Puglia                | Barletta-Trani                       | PCI (PCI-PSIUP)        |
| Luigi Borsari                     | Emilia-Romagna        | Carpi                                | PCI (PCI-PSIUP)        |
| Giacinto Bosco                    | Campania              | Piedimonte Matese - Sessa Aurunca    | DC                     |
| Giuseppe Branca                   | Emilia-Romagna        | Bologna II                           | SI (PCI-PSIUP)         |
| Manlio Brosio                     | Piemonte              | Torino Centro                        | PLI                    |
| Peter Brugger                     | Trentino-Alto Adige   | Bolzano                              | Misto (PPST)           |
| Emidio Bruni                      | Marche                | Urbino                               | PCI (PCI-PSIUP)        |
| Domenico Buccini                  | Abruzzo               | Avezzano                             | PSI                    |
| Paolo Bufalini                    | Lazio                 | Roma III                             | PCI (PCI-PSIUP)        |
| Luigi Burtulo                     | Friuli-Venezia Giulia | Tolmezzo                             | DC                     |
| Luigi Buzio                       | Piemonte              | Acqui Terme - Novi Ligure            | PSDI                   |
| Gino Cacchioli                    | Emilia-Romagna        | Borgotaro-Salsomaggiore              | DC                     |
| Franco Calamandrei                | Toscana               | Pistoia                              | PCI (PCI-PSIUP)        |
| Michele Calia                     | Puglia                | Altamura                             | PCI (PCI-PSIUP)        |
| Ettore Calvi                      | Lombardia             | Rho                                  | DC                     |
| Nedo Canetti                      | Liguria               | Imperia                              | PCI (PCI-PSIUP)        |
| Vincenzo Carollo                  | Sicilia               | Termini Imerese - Cefalù             | DC                     |
| Giuseppe Caron                    | Veneto                | Treviso                              | DC                     |
| Luigi Carraro                     | Veneto                | Cittadella                           | DC                     |
| Giovanni Cassarino                | Sicilia               | Piazza Armerina                      | DC                     |
| Gennaro Cassiani                  | Calabria              | Castrovillari-Paola                  | DC                     |
| Edoardo Catellani                 | Lombardia             | Sondrio                              | PSI                    |
| Carlo Cavalli                     | Liguria               | Genova II                            | PCI (PCI-PSIUP)        |
| Paolo Cavezzali                   | Lombardia             | Varese                               | PSI                    |
| Renato Cebrelli                   | Lombardia             | Pavia                                | PCI (PCI-PSIUP)        |
| Onorio Cengarle                   | Veneto                | Bassano del Grappa                   | DC                     |
| Giuseppe Cerami                   | Sicilia               | Palermo II                           | DC                     |
| Gerardo Chiaromonte               | Campania              | Napoli VI                            | PCI (PCI-PSIUP)        |
| Ivone Chinello                    | Veneto                | Chioggia                             | PCI (PCI-PSIUP)        |
| Michele Cifarelli                 | Emilia-Romagna        | Ravenna                              | Misto (PRI)            |
| Alberto Cipellini                 | Piemonte              | Cuneo-Saluzzo                        | PSI                    |
| Nicolò Cipolla                    | Sicilia               | Ragusa                               | PCI (PCI-PSIUP)        |
| Silvio Cirielli                   | Puglia                | Altamura                             | PSDI                   |
| Napoleone Colajanni               | Sicilia               | Piazza Armerina                      | PCI (PCI-PSIUP)        |
| Pietro Colella                    | Campania              | Nocera Inferiore                     | DC                     |
| Arnaldo Colleselli                | Veneto                | Belluno                              | DC                     |
| Arturo Raffaello Colombi          | Emilia-Romagna        | Modena                               | PCI (PCI-PSIUP)        |
| Renato Colombo                    | Lombardia             | Ostiglia                             | PSI                    |
| Dionigi Coppo                     | Piemonte              | Pinerolo                             | DC                     |
| Mattia Coppola                    | Campania              | Santa Maria Capua Vetere - Aversa    | DC                     |
| Gustavo Corba                     | Umbria                | Città di Castello                    | PCI (PCI-PSIUP)        |
| Achille Corona                    | Marche                | Ancona                               | PSI                    |
| Ludovico Corrao                   | Sicilia               | Alcamo                               | SI (PCI-PSIUP)         |
| Nicola Corretto                   | Campania              | Napoli V                             | PSIUP (PCI-PSIUP)      |
| Armando Cossutta                  | Lombardia             | Vigevano                             | PCI (PCI-PSIUP)        |
| Mario Costa                       | Lazio                 | Latina                               | DC                     |
| Aldo Cucinelli                    | Campania              | Cerreto Sannita                      | PSI                    |
| Wladimiro Curatolo                | Puglia                | Foggia - San Severo                  | DC                     |
| Maria Pia Dal Canton              | Veneto                | Conegliano-Oderzo                    | DC                     |
| Luciano Dal Falco                 | Veneto                | Verona I                             | DC                     |
| Luigi Dalvit                      | Trentino-Alto Adige   | Mezzolombardo                        | DC                     |
| Francesco Paolo D'Angelosante     | Abruzzo               | Pescara                              | PCI (PCI-PSIUP)        |
| Giancarlo De Carolis              | Umbria                | Foligno-Spoleto                      | DC                     |
| Nicola De Falco                   | Puglia                | Taranto                              | PCI (PCI-PSIUP)        |
| Mario De Fazio                    | Campania              | Salerno                              | MSI-DN                 |
| Giorgio De Giuseppe               | Puglia                | Gallipoli-Galatina                   | DC                     |
| Angelo De Luca                    | Abruzzo               | Chieti                               | DC                     |
| Fernando De Marzi                 | Veneto                | Este                                 | DC                     |
| Salvatore De Matteis              | Puglia                | Tricase                              | PSI                    |
| Ubaldo De Ponti                   | Lombardia             | Como                                 | DC                     |
| Valerio De Sanctis                | Toscana               | Firenze I                            | MSI-DN                 |
| Salverino De Vito                 | Campania              | Sant'Angelo dei Lombardi             | DC                     |
| Fabiano De Zan                    | Lombardia             | Salò                                 | DC                     |
| Alberto Del Nero                  | Toscana               | Massa-Carrara                        | DC                     |
| Franco Del Pace                   | Toscana               | Montevarchi                          | PCI (PCI-PSIUP)        |
| Onio Della Porta                  | Lazio                 | Viterbo                              | DC                     |
| Francesco Deriu                   | Sardegna              | Sassari                              | DC                     |
| Salvatore Di Benedetto            | Sicilia               | Agrigento                            | PCI (PCI-PSIUP)        |
| Araldo di Crollalanza             | Puglia                | Bari                                 | MSI-DN                 |
| Carmelo Dinaro                    | Calabria              | Palmi                                | MSI-DN                 |
| Enrico Endrich                    | Sardegna              | Cagliari                             | MSI-DN                 |
| Giuseppe Ermini                   | Umbria                | Perugia I                            | DC                     |
| Fazio Fabbrini                    | Toscana               | Siena                                | PCI (PCI-PSIUP)        |
| Mario Fabiani                     | Toscana               | Prato                                | PCI (PCI-PSIUP)        |
| Franca Falcucci                   | Lazio                 | Roma VII                             | DC                     |
| Amintore Fanfani                  | A vita                | –                                    | DC                     |
| Furio Farabegoli                  | Emilia-Romagna        | Piacenza                             | DC                     |
| Carlo Fermariello                 | Campania              | Castellammare di Stabia              | PCI (PCI-PSIUP)        |
| Giuseppe Ferralasco               | Sardegna              | Iglesias                             | PSI                    |
| Francesco Ferrari (politico 1905) | Puglia                | Tricase                              | DC                     |
| Claudio Ferrucci                  | Abruzzo               | Teramo                               | PCI (PCI-PSIUP)        |
| Cristoforo Filetti                | Sicilia               | Acireale                             | MSI-DN                 |
| Andrea Filippa                    | Piemonte              | Alessandria-Tortona                  | PSIUP (PCI-PSIUP)      |
| Gaetano Fiorentino                | Campania              | Napoli III                           | MSI-DN                 |
| Mario Follieri                    | Puglia                | Lucera                               | DC                     |
| Renzo Forma                       | Piemonte              | Ivrea                                | DC                     |
| Francesco Fossa                   | Liguria               | Genova III                           | PSI                    |
| Giuseppe Fracassi                 | Abruzzo               | Avezzano                             | DC                     |
| Francesco Franco                  | Calabria              | Reggio Calabria                      | MSI-DN                 |
| Torquato Fusi                     | Toscana               | Grosseto                             | PCI (PCI-PSIUP)        |
| Raffaele Gadaleta                 | Puglia                | Molfetta                             | PCI (PCI-PSIUP)        |
| Carlo Galante Garrone             | Piemonte              | Casale Monferrato - Chivasso         | SI (PCI-PSIUP)         |
| Walter Garavelli                  | Veneto                | Treviso                              | PSDI                   |
| Giuseppe Garoli                   | Lombardia             | Cremona                              | PCI (PCI-PSIUP)        |
| Eugenio Gatto                     | Veneto                | Mirano                               | DC                     |
| Vincenzo Gatto                    | Sicilia               | Sciacca                              | PSIUP (PCI-PSIUP)      |
| Domenico Gaudio                   | Calabria              | Cosenza                              | DC                     |
| Silvio Gava                       | Campania              | Castellammare di Stabia              | DC                     |
| Luigi Genovese                    | Sicilia               | Patti                                | DC                     |
| Pietro Germano                    | Piemonte              | Vercelli                             | PCI (PCI-PSIUP)        |
| Daverio Clementino Giovannetti    | Sardegna              | Iglesias                             | PCI (PCI-PSIUP-PSDA)   |
| Giovanni Giraudo                  | Piemonte              | Cuneo-Saluzzo                        | DC                     |
| Aniello Giuliano                  | Campania              | Sala Consilina - Vallo della Lucania | PSDI                   |
| Guido Gonella                     | Veneto                | Verona Collina                       | DC                     |
| Giovanni Gronchi                  | A vita                | –                                    | Misto                  |
| Giuseppe Grossi                   | Lombardia             | Cremona                              | PSI                    |
| Girolamo La Penna                 | Molise                | Larino                               | DC                     |
| Giuseppe La Rosa                  | Sicilia               | Ragusa                               | DC                     |
| Antonino La Russa                 | Sicilia               | Catania II                           | MSI-DN                 |
| Giovanni Lanfrè                   | Veneto                | Venezia                              | MSI-DN                 |
| Domenico Latanza                  | Puglia                | Taranto                              | MSI-DN                 |
| Vincenzo Leggieri                 | Basilicata            | Melfi                                | DC                     |
| Bruno Lepre                       | Friuli-Venezia Giulia | Tolmezzo                             | PSI                    |
| Mario Li Vigni                    | Emilia-Romagna        | Portomaggiore                        | PSIUP (PCI-PSIUP)      |
| Paolo Licini                      | Veneto                | Belluno                              | PSI                    |
| Giosuè Ligios                     | Sardegna              | Nuoro                                | DC                     |
| Dino Limoni                       | Veneto                | Verona Pianura                       | DC                     |
| Emanuele Lisi                     | Lazio                 | Frosinone                            | DC                     |
| Francesco Lugnano                 | Campania              | Santa Maria Capua Vetere - Aversa    | PCI (PCI-PSIUP)        |
| Antonino Maccarrone               | Toscana               | Volterra                             | PCI (PCI-PSIUP)        |
| Italo Maderchi                    | Lazio                 | Tivoli                               | PCI (PCI-PSIUP)        |
| Roberto Maffioletti               | Lazio                 | Velletri                             | PSIUP (PCI-PSIUP)      |
| Benedetto Majorana                | Sicilia               | Palermo I                            | MSI-DN                 |
| Olivio Mancini                    | Lazio                 | Roma VI                              | PCI (PCI-PSIUP)        |
| Peppino Manente Comunale          | Campania              | Sala Consilina - Vallo della Lucania | DC                     |
| Cesare Marangoni                  | Veneto                | Adria                                | PCI (PCI-PSIUP)        |
| Giovanni Marcora                  | Lombardia             | Vimercate                            | DC                     |
| [Vacante]                         | Valle d'Aosta         | Aosta                                | –                      |
| Antonio Mari                      | Puglia                | Lucera                               | PSIUP (PCI-PSIUP)      |
| Franco Mariani                    | Emilia-Romagna        | Bologna I                            | MSI-DN                 |
| Eugenio Marotta                   | Sicilia               | Messina                              | PSI                    |
| Fermo Mino Martinazzoli           | Lombardia             | Brescia                              | DC                     |
| Mario Martinelli                  | Lombardia             | Cantù                                | DC                     |
| Antonio Mazzarolli                | Veneto                | Vittorio Veneto - Montebelluna       | DC                     |
| Luigi Mazzei                      | Sicilia               | Corleone-Bagheria                    | Misto (PRI)            |
| Giacomo Samuele Mazzoli           | Lombardia             | Breno                                | DC                     |
| Giuseppe Medici                   | Emilia-Romagna        | Castelnovo ne' Monti - Sassuolo      | DC                     |
| Francesco Merloni                 | Marche                | Jesi-Senigallia                      | DC                     |
| Cesare Merzagora                  | A vita                | –                                    | PLI                    |
| Modesto Gaetano Merzario          | Lombardia             | Rho                                  | PSIUP (PCI-PSIUP)      |
| Enzo Mingozzi                     | Emilia-Romagna        | Cesena                               | PCI (PCI-PSIUP)        |
| Giacinto Minnocci                 | Lazio                 | Sora-Cassino                         | PSI                    |
| Enzo Modica                       | Lazio                 | Civitavecchia                        | PCI (PCI-PSIUP)        |
| Alfredo Moneti                    | Toscana               | Arezzo                               | DC                     |
| Eugenio Montale                   | A vita                | –                                    | PLI                    |
| Gustavo Montini                   | Friuli-Venezia Giulia | Pordenone                            | DC                     |
| Tommaso Morlino                   | Lombardia             | Lecco                                | DC                     |
| Antonino Murmura                  | Calabria              | Vibo Valentia                        | DC                     |
| Gastone Nencioni                  | Lombardia             | Milano I                             | MSI-DN                 |
| Pietro Nenni                      | A vita                | –                                    | PSI                    |
| Luigi Noè                         | Lombardia             | Abbiategrasso                        | DC                     |
| Giorgio Oliva                     | Veneto                | Schio                                | DC                     |
| Giulio Orlando                    | Puglia                | Martina Franca                       | DC                     |
| Adriano Ossicini                  | Lazio                 | Viterbo                              | SI (PCI-PSIUP)         |
| Arturo Pacini                     | Toscana               | Lucca                                | DC                     |
| Pietro Pala                       | Sardegna              | Tempio-Ozieri                        | DC                     |
| Gaspare Papa                      | Campania              | Napoli I                             | PCI (PCI-PSIUP)        |
| Ferruccio Parri                   | A vita                | –                                    | SI                     |
| Carlo Pastorino                   | Liguria               | Genova IV                            | DC                     |
| Narciso Franco Patrini            | Lombardia             | Crema                                | DC                     |
| Michele Pazienza                  | Lazio                 | Roma VIII                            | MSI-DN                 |
| Ugo Pecchioli                     | Piemonte              | Torino Dora Oltre Stura Collina      | PCI (PCI-PSIUP)        |
| Antonio Pecoraro                  | Sicilia               | Corleone-Bagheria                    | DC                     |
| Biagio Pecorino                   | Sicilia               | Catania I                            | MSI-DN                 |
| Guglielmo Pelizzo                 | Friuli-Venezia Giulia | Udine                                | DC                     |
| Giuseppe Pella                    | Piemonte              | Mondovì                              | DC                     |
| Giuseppe Pellegrino               | Sicilia               | Trapani                              | PCI (PCI-PSIUP)        |
| Umile Peluso                      | Calabria              | Cosenza                              | PCI (PCI-PSIUP)        |
| Giuseppe Pepe                     | Puglia                | Foggia - San Severo                  | MSI-DN                 |
| Domenico Peritore                 | Sicilia               | Agrigento                            | PSDI                   |
| Edoardo Perna                     | Lazio                 | Roma IV                              | PCI (PCI-PSIUP)        |
| Generoso Petrella                 | Lombardia             | Monza                                | PCI (PCI-PSIUP)        |
| Ignazio Petrone                   | Basilicata            | Melfi                                | PCI (PCI-PSIUP)        |
| Bonaventura Picardi               | Basilicata            | Lagonegro                            | DC                     |
| Attilio Piccioni                  | Lazio                 | Roma V                               | DC                     |
| Giovanni Pieraccini               | Toscana               | Viareggio                            | PSI                    |
| Pietro Pinna                      | Sardegna              | Cagliari                             | PSIUP (PCI-PSIUP-PSDA) |
| Biagio Pinto                      | Campania              | Sala Consilina - Vallo della Lucania | Misto (PRI)            |
| Giorgio Piero Piovano             | Lombardia             | Voghera                              | PCI (PCI-PSIUP)        |
| Ignazio Pirastu                   | Sardegna              | Nuoro                                | PCI (PCI-PSIUP-PSDA)   |
| Giorgio Pisanò                    | Lombardia             | Milano III                           | MSI-DN                 |
| Antonino Piscitello               | Sicilia               | Siracusa                             | PCI (PCI-PSIUP)        |
| Pietro Pistolese                  | Campania              | Napoli I                             | MSI-DN                 |
| Domenico Pittella                 | Basilicata            | Lagonegro                            | PSI                    |
| Ismer Piva                        | Emilia-Romagna        | Ferrara                              | PCI (PCI-PSIUP)        |
| Armando Plebe                     | Piemonte              | Torino Centro                        | MSI-DN                 |
| Pasquale Poerio                   | Calabria              | Crotone                              | PCI (PCI-PSIUP)        |
| Vittorio Pozzar                   | Lombardia             | Monza                                | DC                     |
| Augusto Premoli                   | Veneto                | Venezia                              | PLI                    |
| Francesco Rebecchini              | Lazio                 | Roma VI                              | DC                     |
| Cristoforo Ricci                  | Campania              | Cerreto Sannita                      | DC                     |
| Camillo Ripamonti                 | Lombardia             | Lodi                                 | DC                     |
| Arturo Robba                      | Lombardia             | Milano II                            | PLI                    |
| Tullia Romagnoli Carettoni        | Lombardia             | Mantova                              | SI (PCI-PSIUP)         |
| Vito Rosa                         | Puglia                | Bitonto                              | DC                     |
| Luigi Candido Rosati              | Trentino-Alto Adige   | Bolzano                              | DC                     |
| Dante Rossi                       | Toscana               | Firenze II                           | PSIUP (PCI-PSIUP)      |
| Manlio Rossi Doria                | Campania              | Sant'Angelo dei Lombardi             | PSI                    |
| Raffaele Rossi                    | Umbria                | Terni                                | PCI (PCI-PSIUP)        |
| Ada Valeria Ruhl                  | Lombardia             | Abbiategrasso                        | PCI (PCI-PSIUP)        |
| Luigi Russo                       | Puglia                | Monopoli                             | DC                     |
| Arcangelo Russo                   | Sicilia               | Caltanissetta                        | DC                     |
| Walter Sabadini                   | Emilia-Romagna        | Ravenna                              | PCI (PCI-PSIUP)        |
| Carmelo Francesco Salerno         | Basilicata            | Tricarico                            | DC                     |
| Remo Sammartino                   | Molise                | Campobasso-Isernia                   | DC                     |
| Giuseppe Samonà                   | Veneto                | Venezia                              | SI (PCI-PSIUP)         |
| Carmelo Santalco                  | Sicilia               | Barcellona Pozzo di Gotto            | DC                     |
| Mario Santi                       | Toscana               | Prato                                | DC                     |
| Giuseppe Santonastaso             | Campania              | Caserta                              | DC                     |
| Giuseppe Saragat                  | A vita                | –                                    | PSDI                   |
| Adolfo Sarti                      | Piemonte              | Alba                                 | DC                     |
| Giovanni Battista Scaglia         | Lombardia             | Bergamo                              | DC                     |
| Decio Scardaccione                | Basilicata            | Corleto Perticara                    | DC                     |
| Armando Scarpino                  | Calabria              | Lamezia Terme                        | PCI (PCI-PSIUP)        |
| Mario Scelba                      | Sicilia               | Acireale                             | DC                     |
| Dante Schietroma                  | Lazio                 | Frosinone                            | PSDI                   |
| Alfredo Scipioni                  | Marche                | Ascoli Piceno                        | DC                     |
| Pietro Secchia                    | Piemonte              | Biella                               | PCI (PCI-PSIUP)        |
| Remo Segnana                      | Trentino-Alto Adige   | Pergine Valsugana                    | DC                     |
| Antonio Segni                     | A vita                | –                                    | DC                     |
| Domenico Segreto                  | Sicilia               | Sciacca                              | PSI                    |
| Paolo Sema                        | Friuli-Venezia Giulia | Trieste II                           | PCI (PCI-PSIUP)        |
| Ignazio Vincenzo Senese           | Lazio                 | Sora-Cassino                         | DC                     |
| Evaristo Sgherri                  | Toscana               | Firenze III                          | PCI (PCI-PSIUP)        |
| Nicola Signorello                 | Lazio                 | Roma VIII                            | DC                     |
| Silvano Signori                   | Toscana               | Grosseto                             | PSI                    |
| Francesco Smurra                  | Calabria              | Rossano                              | DC                     |
| Giovanni Spadolini                | Lombardia             | Milano I                             | Misto (PRI)            |
| Giovanni Spagnolli                | Trentino-Alto Adige   | Rovereto                             | DC                     |
| Giuseppe Spataro                  | Abruzzo               | Lanciano-Vasto                       | DC                     |
| Pasquale Specchio                 | Puglia                | Cerignola                            | PCI (PCI-PSIUP)        |
| Alberto Spigaroli                 | Emilia-Romagna        | Fiorenzuola d'Arda - Fidenza         | DC                     |
| Ettore Spora                      | Liguria               | La Spezia                            | DC                     |
| Luciano Fabio Stirati             | Umbria                | Città di Castello                    | PSI                    |
| Augusto Talamona                  | Veneto                | San Donà di Piave                    | PSI                    |
| Rodolfo Tambroni Armaroli         | Marche                | Macerata                             | DC                     |
| Alfonso Tanga                     | Campania              | Benevento - Ariano Irpino            | DC                     |
| Fernando Tanucci Nannini          | Campania              | Napoli II                            | MSI-DN                 |
| Franco Tedeschi                   | Emilia-Romagna        | Portomaggiore                        | PSDI                   |
| Mario Tedeschi                    | Lazio                 | Roma I                               | MSI-DN                 |
| Umberto Terracini                 | Toscana               | Livorno                              | PCI (PCI-PSIUP)        |
| Alfonso Tesauro                   | Campania              | Salerno                              | DC                     |
| Romolo Tiberi                     | Umbria                | Orvieto                              | DC                     |
| Elio Tiriolo                      | Calabria              | Catanzaro                            | DC                     |
| Giuseppe Togni                    | Toscana               | Viareggio                            | DC                     |
| Carlo Torelli                     | Piemonte              | Verbano-Cusio-Ossola                 | DC                     |
| Mario Toros                       | Friuli-Venezia Giulia | Cividale del Friuli                  | DC                     |
| Giuseppe Tortora                  | Emilia-Romagna        | Portomaggiore                        | PSI                    |
| Renato Treu                       | Veneto                | Vicenza                              | DC                     |
| Giovanni Battista Urbani          | Liguria               | Savona                               | PCI (PCI-PSIUP)        |
| Pietro Valenza                    | Campania              | Afragola                             | PCI (PCI-PSIUP)        |
| Salvatore Valitutti               | Campania              | Eboli                                | PLI                    |
| Dario Valori                      | Umbria                | Perugia II                           | PSIUP (PCI-PSIUP)      |
| Athos Valsecchi                   | Lombardia             | Sondrio                              | DC                     |
| Franco Varaldo                    | Liguria               | Savona                               | DC                     |
| Giuseppe Vedovato                 | Toscana               | Firenze I                            | DC                     |
| Claudio Venanzetti                | Lazio                 | Roma I                               | Misto (PRI)            |
| Mario Venanzi                     | Lombardia             | Milano V                             | PCI (PCI-PSIUP)        |
| Giovanni Venturi                  | Marche                | Urbino                               | DC                     |
| Vincenzo Vernaschi                | Lombardia             | Cremona                              | DC                     |
| Protogene Veronesi                | Emilia-Romagna        | Bologna III - Imola                  | PCI (PCI-PSIUP)        |
| Italo Viglianesi                  | Lazio                 | Rieti                                | PSI                    |
| Mario Vignola                     | Campania              | Eboli                                | PSI                    |
| Giuseppe Vignolo                  | Piemonte              | Acqui Terme - Novi Ligure            | PCI (PCI-PSIUP)        |
| Agostino Viviani                  | Lombardia             | Abbiategrasso                        | PSI                    |
| Raoul Zaccari                     | Liguria               | Imperia                              | DC                     |
| Karl Zanon                        | Trentino-Alto Adige   | Bressanone                           | Misto (PPST)           |
| Carmen Paola Zanti Tondi          | Emilia-Romagna        | Reggio Emilia                        | PCI (PCI-PSIUP)        |
| Agostino Zavattini                | Lombardia             | Ostiglia                             | PCI (PCI-PSIUP)        |
| Angelo Ziccardi                   | Basilicata            | Matera                               | PCI (PCI-PSIUP)        |
| Michele Zuccalà                   | Lombardia             | Busto Arsizio                        | PSI                    |
| Faustino Zugno                    | Lombardia             | Chiari                               | DC                     |

## Senatori proclamati eletti ad inizio legislatura
Di seguito i senatori proclamati eletti in surrogazione dei candidati plurieletti optanti per la Camera dei deputati.
| Surrogato            | Surrogante        | Lista     | Circoscrizione |
| -------------------- | ----------------- | --------- | -------------- |
| Guido Venegoni       | Generoso Petrella | PCI-PSIUP | Lombardia      |
| Gianmatteo Matteotti | Walter Garavelli  | PSDI      | Veneto         |
| Antonio Cariglia     | Giuseppe Averardi | PSDI      | Toscana        |
| Achille Lauro        | Pietro Pistolese  | MSI-DN    | Campania       |

## Modifiche intervenute

### Modifiche intervenute nella composizione dell'assemblea
| Uscente             | Entrante                 | Data subentro | Circoscrizione        |
| ------------------- | ------------------------ | ------------- | --------------------- |
| Giacinto Bosco      | Salvatore Sica           | 19.07.1972    | Campania              |
| Antonino Maccarrone | Giglia Tedesco Tatò      | 16.11.1972    | Toscana               |
| Oreste Marcoz       | Giuseppe Fillietroz      | 28.11.1972    | Valle d'Aosta         |
| Gaetano Fiorentino  | Alberto Gattoni          | 22.02.1973    | Campania              |
| Virginio Bertinelli | Carlo Porro              | 26.06.1973    | Lombardia             |
| Pietro Secchia      | Leopoldo Attilio Martino | 26.07.1973    | Piemonte              |
| Alfredo Scipioni    | Alessandro Niccoli       | 18.09.1973    | Marche                |
| Mario Fabiani       | Carlo Marselli           | 21.02.1974    | Toscana               |
| Guglielmo Pelizzo   | Michele Martina          | 07.11.1974    | Friuli-Venezia Giulia |
| Franco Antonicelli  | Tullio Benedetti         | 19.11.1974    | Piemonte              |
| Giorgio Bacchi      | Antonio Capua            | 24.11.1974    | Lazio                 |
| Giuseppe Averardi   | Carmelo Latino           | 07.05.1975    | Toscana               |
| Arcangelo Russo     | Antonino Rizzo           | 15.05.1975    | Sicilia               |
| Francesco Arena     | Stefano Germanò          | 18.06.1975    | Sicilia               |
| Francesco Ferrari   | Vitantonio Perrino       | 25.09.1975    | Puglia                |
| Angelo De Luca      | Pietro De Dominicis      | 13.11.1975    | Abruzzo               |
| Faustino Zugno      | Leonello Zenti           | 18.12.1975    | Lombardia             |
| Armando Scarpino    | Luigi Tropeano           | 02.03.1976    | Calabria              |
| Attilio Piccioni    | Antonio Bonadies         | 16.03.1976    | Lazio                 |

### Modifiche intervenute nella composizione dei gruppi

#### Democrazia Cristiana
- In data 01.05.1976 lascia il gruppo Maria Pia Dal Canton, che aderisce al gruppo misto.

#### Partito Comunista Italiano
- In data 02.08.1972 aderiscono al gruppo i senatori del dissolto gruppo PSIUP.
- In data 03.07.1976 lascia il gruppo Carmen Paola Zanti Tondi, che aderisce al gruppo misto.

#### Partito Socialista Italiano
- Nessuna modifica intervenuta.

#### Movimento Sociale Italiano - Destra Nazionale
- Nessuna modifica intervenuta.

#### Partito Socialista Democratico Italiano
- Il gruppo si scioglie in data 02.08.1972: i senatori iscritti aderiscono al gruppo PCI.

#### Partito Liberale Italiano
- Nessuna modifica intervenuta.

#### Sinistra indipendente
- In data 01.05.1976 lascia il gruppo Tullia Romagnoli Carettoni, che aderisce al gruppo misto.

#### Gruppo misto
- In data 28.11.1972 aderisce al gruppo Giuseppe Fillietroz, subentrato a Oreste Marcoz (eletto ma non proclamato perché deceduto) dopo elezione suppletiva.
- In data 01.05.1976 aderiscono al gruppo Maria Pia Dal Canton, proveniente dal gruppo DC, e Tullia Romagnoli Carettoni, proveniente dal gruppo SI [?].
- In data 03.07.1976 aderisce al gruppo Carmen Paola Zanti Tondi, proveniente dal gruppo PCI [?].

## Organizzazione interna ai gruppi
| Gruppo                                          | Presidente                                                                       | Vicepresidenti | Segretari | Vicesegretari                                                                                              |
| ----------------------------------------------- | -------------------------------------------------------------------------------- | --- | --- | --- |
| Democratico Cristiano                           | - Giovanni Spagnolli (fino al 27.06.1973) - Giuseppe Bartolomei (dal 18.07.1973) | - Giuseppe Bartolomei (fino al 18.07.1973) - Luciano Dal Falco (dal 17.01.1974 al 12.02.1976) - Salverino De Vito (dal 17.01.1974)                | - Salverino De Vito (fino al 28.07.1973) - Giancarlo De Carolis (dal 17.01.1974)                                                                                        | - Alberto Spigaroli (fino al 27.07.1974 e dal 17.01.1974 al 16.03.1974) - Carmelo Santalco (dal 4.03.1975) |
| Comunista                                       | - Umberto Terracini (fino al 15.02.1973) - Edoardo Perna (dal 15.02.1973)        | - Paolo Bufalini (fino al 17.04.1975) - Edoardo Perna (fino al 15.02.1973) - Napoleone Colajanni (dal 15.02.1973) - Dario Valori (dal 17.04.1975) | - Emidio Bruni (fino al 17.04.1975) - Napoleone Colajanni (fino al 15.02.1973) - Giuseppe Vignolo - Giglia Tedesco Tatò (dal 15.02.1973) - Enzo Modica (dal 17.04.1975) | – |
| Partito Socialista Italiano                     | - Giovanni Pieraccini (fino al 7.07.1973) - Michele Zuccalà (dal 31.07.1973)     | - Alberto Cipellini - Michele Zuccalà (fino al 7.07.1973) - Luciano Fabio Stirati (dal 31.07.1973)                                                | - Mario Vignola (fino al 12.07.1973) - Paolo Licini (dal 31.07.1973) | – |
| Movimento Sociale Italiano - Destra Nazionale   | - Gastone Nencioni                                                               | - Giorgio Bacchi (fino al 24.11.1974) - Araldo di Crollalanza                                                                                     | - Michele Pazienza | – |
| Partito Socialista Democratico Italiano         | - Dante Schietroma (fino al 30.06.1973) - Egidio Ariosto (dall'11.07.1972)       | - Walter Garavelli | - Domenico Peritore (dall'8.04.1974) | – |
| Partito Socialista Italiano di Unità Proletaria | - Mario Li Vigni                                                                 | - Roberto Maffioletti | – | – |
| Partito Liberale Italiano                       | - Giorgio Bergamasco (fino al 26.06.1972) - Manlio Brosio (dal 13.07.1972)       | - Manlio Brosio (fino al 13.07.1972) - Arturo Robba (dal 18.10.1972 al 19.02.1976) - Salvatore Valitutti (dal 19.02.1976)                         | - Augusto Premoli (fino al 27.07.1972) - Giuseppe Balbo (dal 27.07.1972 al 19.02.1976) - Arturo Robba (dal 19.02.1976)                                                  | – |
| Sinistra indipendente                           | - Ferruccio Parri                                                                | - Carlo Galante Garrone (dal 16.12.1975) - Adriano Ossicini (dal 16.12.1975)                                                                      | - Adriano Ossicini (fino al 16.12.1975) | – |
| Gruppo misto                                    | - Michele Cifarelli (PRI)                                                        | - Peter Brugger (SVP) | - Claudio Venanzetti (PRI) | – |